# بيل 427
بيل 427 (بالإنجليزية: Bell 427)‏ مروحية مدنية ذات محرّكين، تقوم بتصنيعها شركة بيل للمروحيات وشركة سامسونج للصناعات الطيران والفضاء. وبتصميم جديد اشتقّ من المروحية بيل 407. وهي محدّدة لكي تستبدل ببيل 429 المطوّلة.